# Liga (textil)

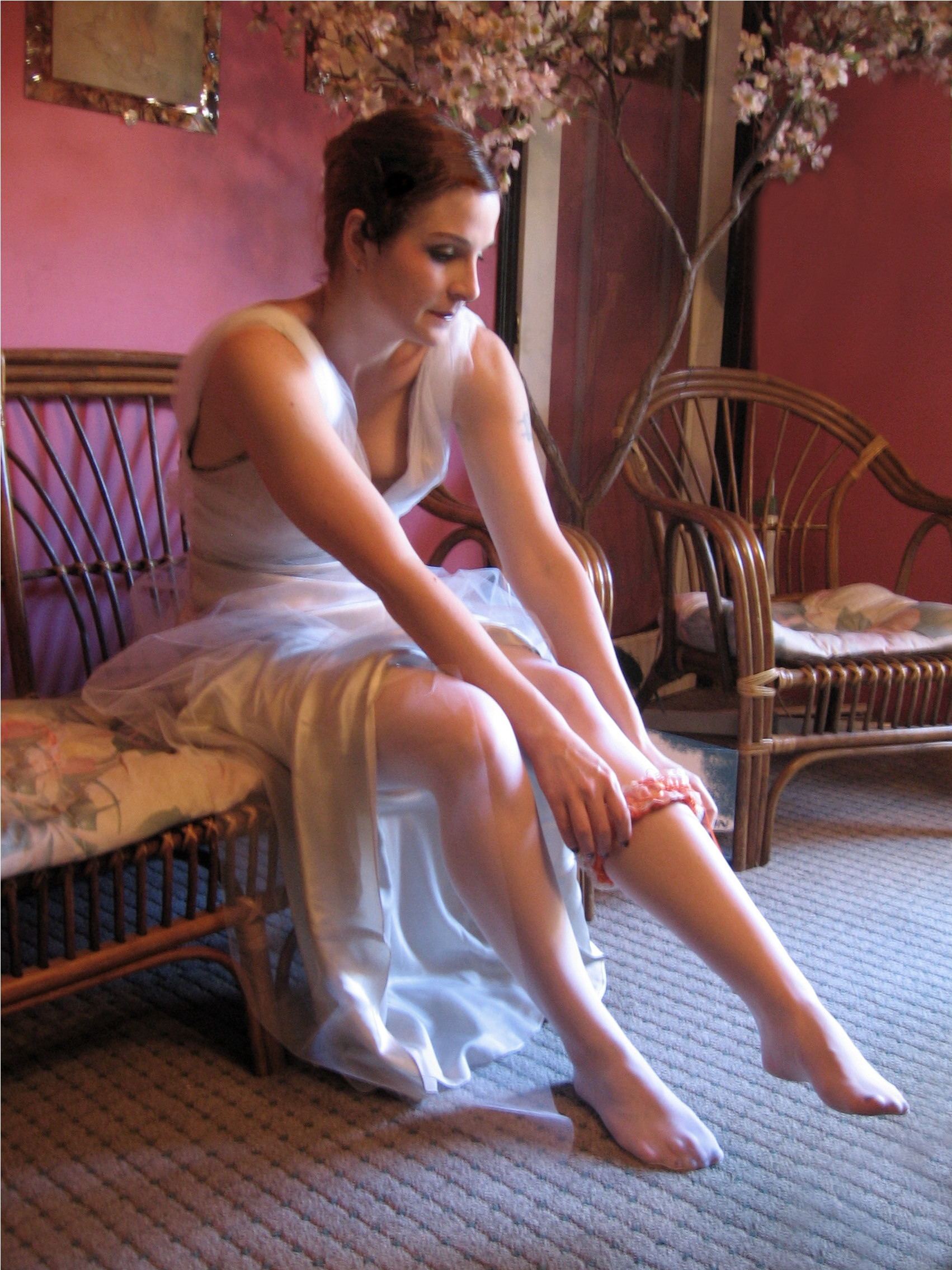
Novia colocándose la liga, mientras se viste para la ceremonia nupcial.

La liga es una cinta o banda de tejido elástico con que se sujetan las medias al muslo o los calcetines a la pantorrilla.
Su uso más general es como prenda interior de vestir femenina que se pone en el muslo para sujetar las medias.
También se conocen con este nombre las bandas de hule y otros materiales plásticos utilizadas para mantener unidos dos o más elementos en forma temporal (por ejemplo, papel, lapiceros, palillos chinos, entre otros).

## Historia

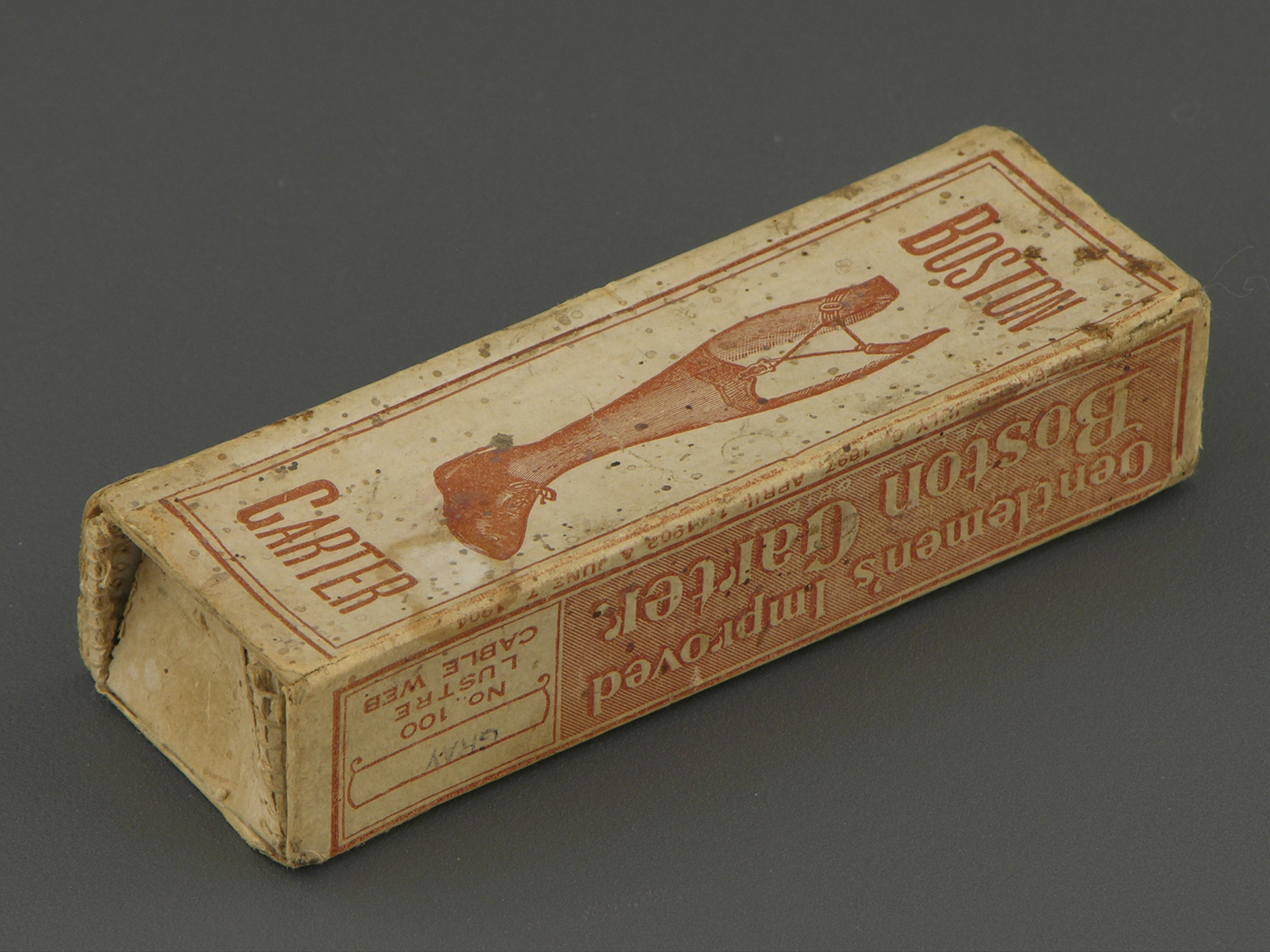
Caja de ligas Boston Garter para hombre, de principios del en la colección permanente del Museo del Objeto

Por bastante tiempo las ligas fueron un adorno notable de las mujeres, las cuales hacían ostentación y gala de ellas al subir y bajar las escaleras, al tomar y dejar la litera, el palanquín o el coche, en ciertos bailes y danzas, levantándose con aparente descuido y coquetería sus ricos briales y lujosas saboyanas para dejar ver parte de la pierna con medias y ligas.
Antiguamente en España se las llamaba de diferentes modos: 
- senogiles o genogiles, de la rodilla
- ligagambas o sea, atapiernas
- jarreteras entre los militares, de atárselas más arriba de la jareta del pie
- también se llamaron apretaderas.[4]

## La liga de la novia
Desde la Edad Media, existe una tradición occidental de que la novia use una decorativa, no de sujetar medias, en su muslo durante la ceremonia, ya que el joven novio tiene que quitarla al final de la recepción. En la Edad Media, los invitados más jóvenes a veces la intentaban robar durante la fiesta de boda. Este ritual se interpreta como un símbolo de la desfloración o una superstición según la cual la toma de esta prenda traería buena suerte.
Desde finales del siglo XX, siempre es el novio quien quita la liga a la novia, con las manos o los dientes, y luego la arrojará a los invitados masculinos solteros. Esto se realiza después del lanzamiento del ramo por encima del hombro por parte de la novia a las invitadas solteras. Según la superstición, el hombre que atrape la liga y la mujer que agarre el ramo serán los próximos en casarse (no necesariamente entre ellos). El ritual habitualmente continua con el hombre soltero teniendo que colocar la liga en la pierna de la soltera que atrapó el ramo y luego compartir el siguiente baile.
En Estados Unidos, las ligas para ir al baile fueron comunes en las décadas de 1960 y 1970, y se entregaban al novio que solía colgarlas en el espejo retrovisor del automóvil. Después, desde los años 2000 surgió la costumbre de la liga del baile de graduación con muchas jóvenes llevando unas a juego con el color y estilo de su ropa a la fiesta de graduación, con que celebran el término de la escuela secundaria, que luego suelen regalar como recuerdo a su novio. Dar o recibir una liga de baile de graduación, tiene unas connotaciones sexuales similares a las asociadas con la liga nupcial.

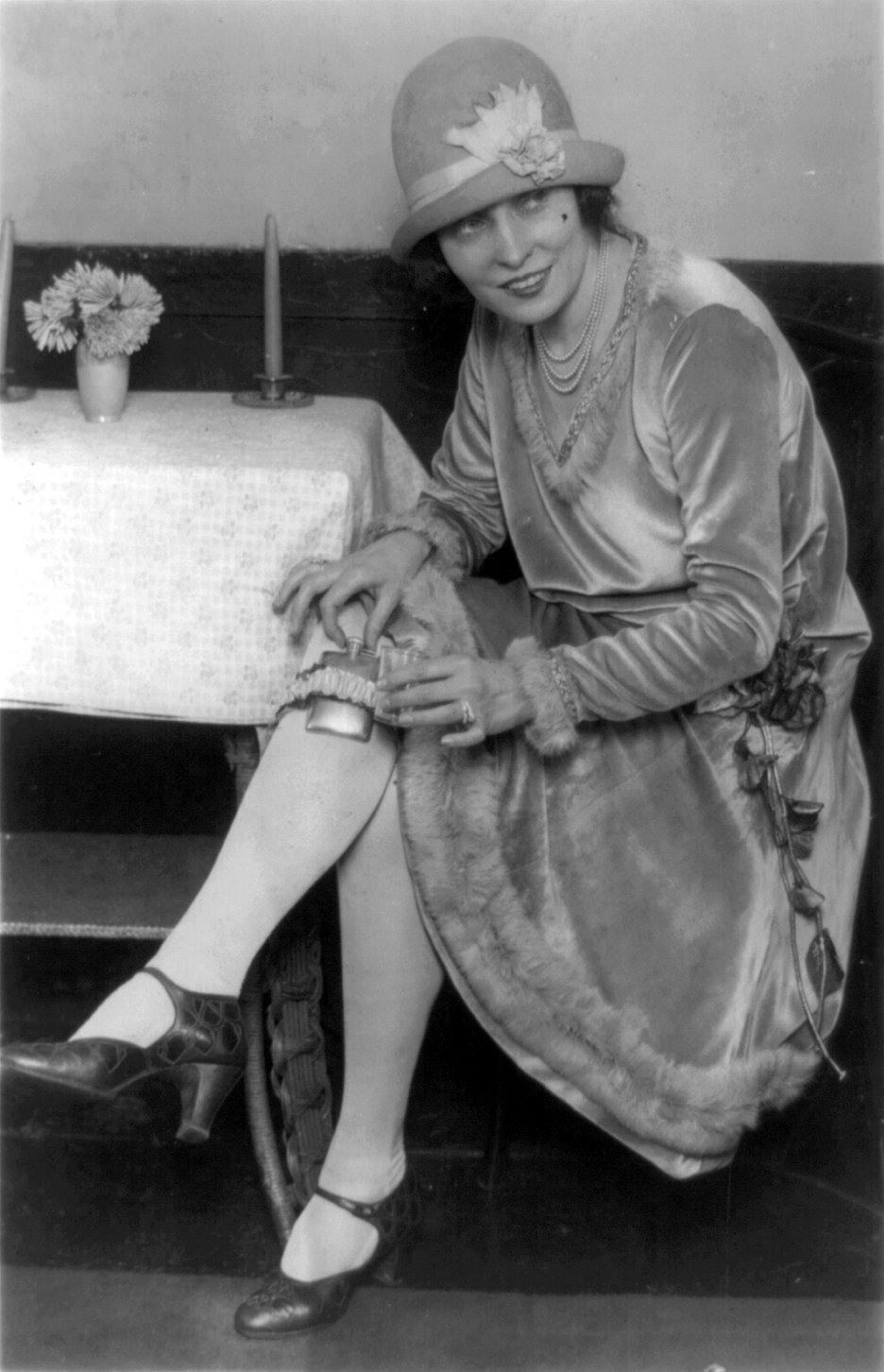
Una joven estadounidense en 1926, en plena Ley Seca, esconde una petaca con licor en la liga.

## Curiosidades
- Se creía antiguamente que los magos podían dar una liga encantada por medio de la cual era fácil hacer mucho camino y sin fatigarse en muy poco tiempo, o sea con extraordinaria velocidad.
- De habérsele caído una de ellas casual o intencionalmente a una distinguida señora en un baile y de haberla cogido un príncipe vino, según aseguran, la creación de la más distinguida Orden de caballería de Inglaterra: la de la Jarretera o Jarretiera.[4]